# Sashimi

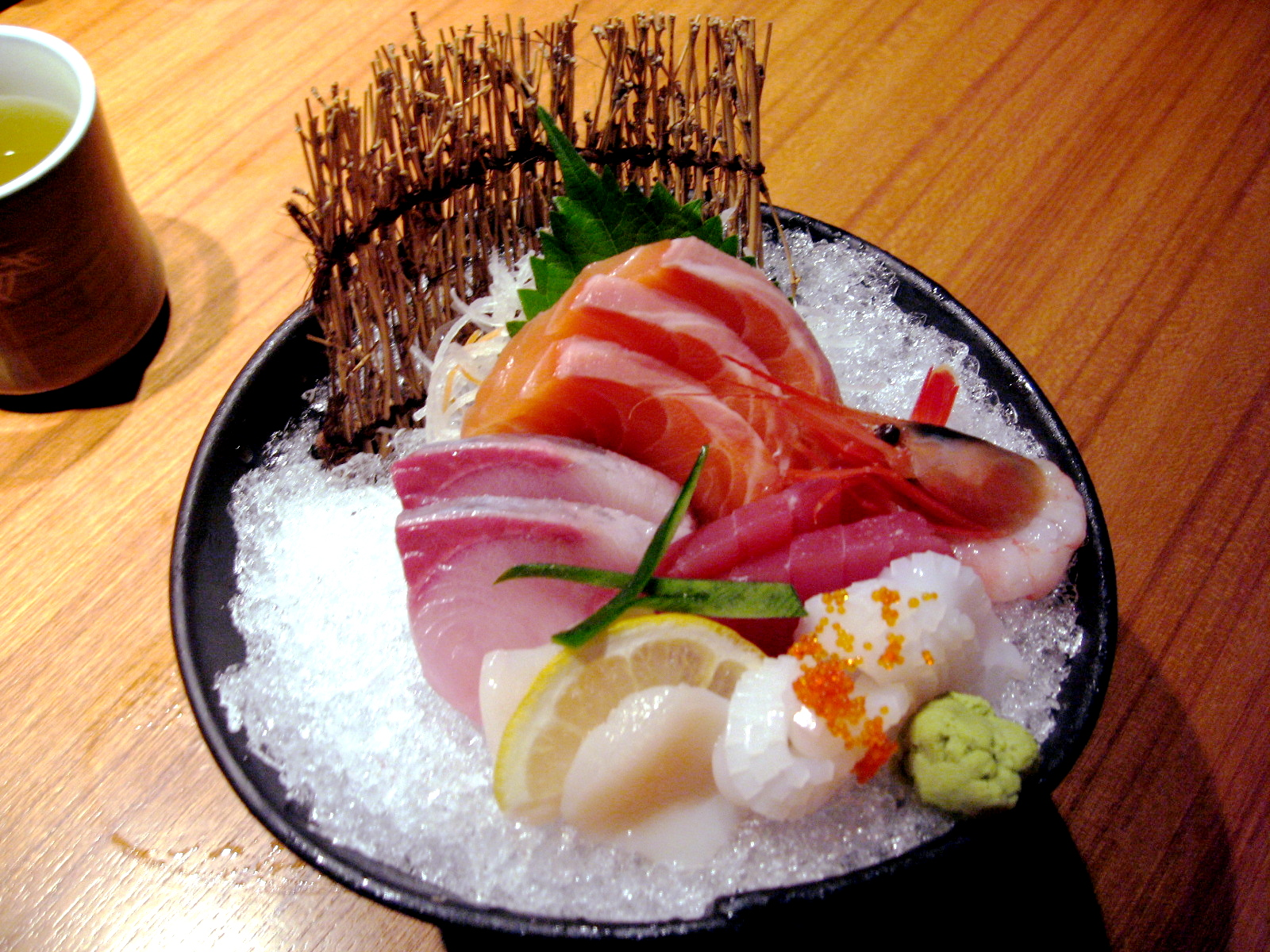
Sashimi moriawase, een sashimi-gerecht met verschillende soorten vis en schelpdieren

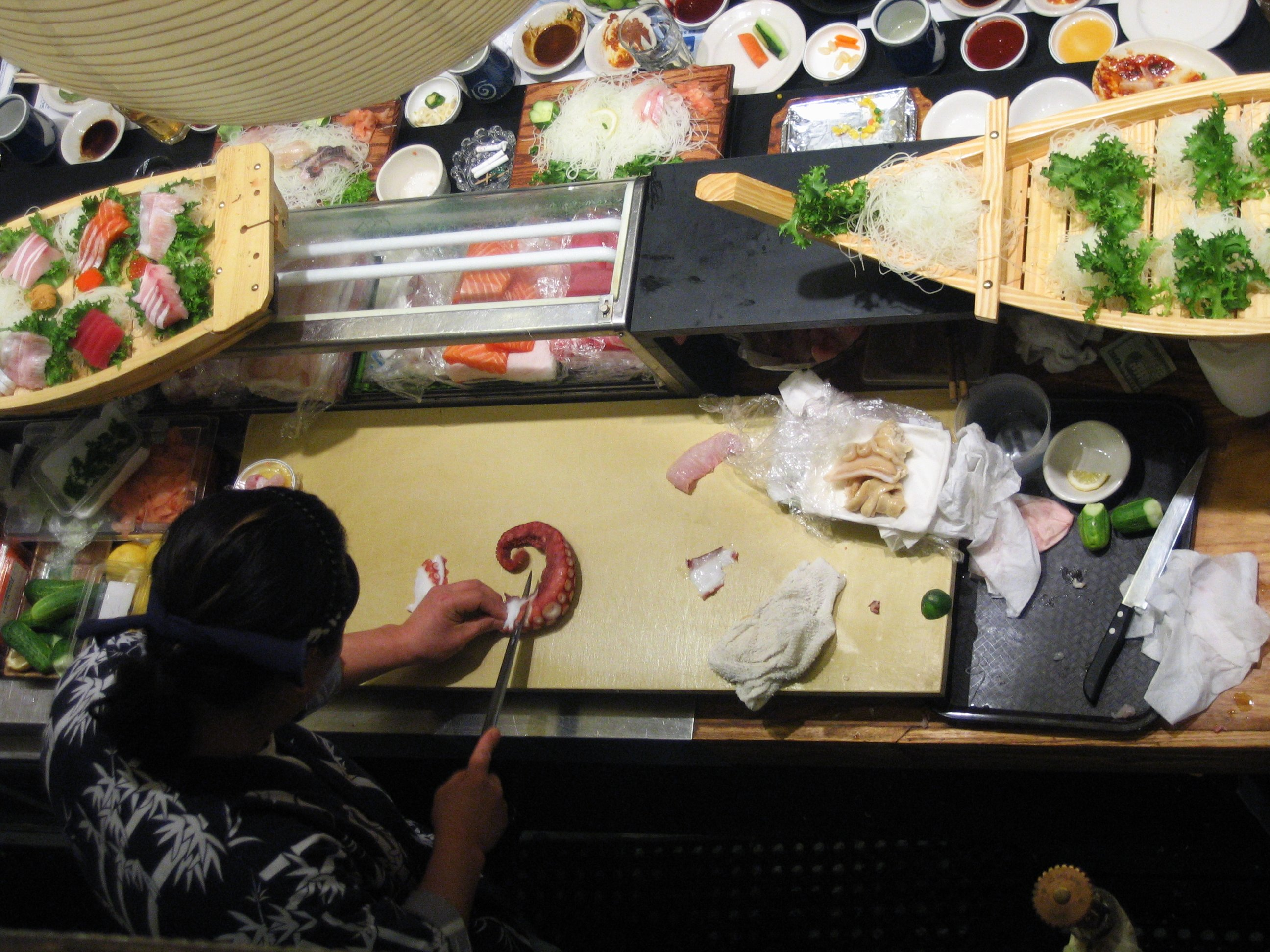
Een kok snijdt sashimi van octopus

Sashimi (Japans: 刺身) is een Japans gerecht van verse, rauwe vis en schelpdieren die met een zeer scherp mes in dunne plakjes gesneden worden.
De sashimi wordt geserveerd met verschillende sauzen, zoals sojasaus, wasabi (mierikswortel), gember en ponzu, en versiering zoals daikonradijs, nori (zeewier) en shiso (Perilla frutescens). 
Sashimi lijkt op het bekendere sushi, en de twee gerechten worden vaak in dezelfde restaurants geserveerd. Het belangrijkste verschil is dat sashimi alleen uit vis of schelpdieren en versiering bestaat, terwijl sushi ook andere ingrediënten bevat, zoals rijst en azijn. Ook wordt sashimi met stokjes gegeten, terwijl sushi meestal met de hand wordt gegeten.
Traditioneel is sashimi de eerste gang in een formele Japanse maaltijd, maar vandaag de dag wordt het vaak als volledige maaltijd geserveerd, in combinatie met rijst en misosoep. Bij de sashimi wordt groene thee, sake of Japans bier gedronken.
Omdat zoetwatervis niet rauw gegeten kan worden vanwege het gevaar voor infectie met parasieten, wordt alleen zeevis gebruikt. Traditioneel wordt zalm niet als sashimi gegeten omdat deze vis ook in zoetwater leeft, maar vandaag de dag wordt zalm wel gebruikt, na kort te zijn bevroren. Sommige ingrediënten van sashimi worden niet rauw geserveerd maar gekookt, zoals inktvis en garnalen. Ook van yuba (een sojaproduct), kip en rauw rood vlees wordt soms sashimi gemaakt.
Ikizukuri is de bereiding van sashimi uit levende dieren. Hierbij kiest een gast een levend dier uit, waarna dit door de kok van ingewanden wordt ontdaan en nog levend wordt geserveerd. Ikizukuri is controversieel in zowel Japan als andere landen. Het is verboden in Australië en Duitsland.
Ook buiten Japan worden sashimi-achtige gerechten gegeten, bijvoorbeeld hoe in Korea, carpaccio in Italië en gravad lax in Zweden. 

## Ingrediënten
Ingrediënten van sashimi zijn onder meer:
- 赤貝 Akagai: arkschelp
- 甘海老 Amaebi: Noorse steurgarnaal (Pandalus borealis)
- 穴子 Anago: zeepaling
- 蚫 Awabi: zeeoor
- えび Ebi: garnaal (gekookt)
- ふぐ Fugu: kogelvis
- はまち Hamachi: Seriola quinqueradiata, een horsmakreel
- 比目魚 Hirame: schijnbot (Paralichthys olivaceus)
- 帆立貝 Hotate-gai: sint-jakobsschelp (Patinopecten yessoensis)
- いか Ika: pijlinktvis
- 牡蠣 Kaki: oester
- 間八 Kanpachi: Geelstaartmakreel (Seriola dumerili)
- 鰹 Katsuo: gestreepte tonijn (Katsuwonus pelamis)
- 小鰭 Kohada: japanse draadvinnige elft (Konosirus punctatus)
- まぐろ Maguro: tonijn
- 目梶木 Me-kajiki: zwaardvis
- 海松貝 Miru-gai: zwanenhalsmossel (Panopea generosa)
- さば Saba: makreel
- 鮭 Sake: zalm
- 秋刀魚 Sanma: Japanse makreelgeep (Cololabis saira)
- 鱸 Suzuki: Japanse zeebaars (Lateolabrax japonicus)
- 鯛 Tai: dorade/goudbrasem (Sparus aurata)
- たこ Tako: inktvis
- とろ Toro: vette tonijn
- 鰻 Unagi: Japanse paling (Anguilla japonica)